# Tahar Rahim
Tahar Rahim (en árabe طاهر رحيم, Belfort, 5 de julio de 1981) es un actor de cine francés de origen argelino. Es conocido por su papel protagonista como Malik, El Djebena, en la premiada película francesa de 2009 Un profeta, dirigida por Jacques Audiard.

## Primeros años
Nació en Belfort, Francia, en una modesta familia argelina originaria de Orán. Durante su adolescencia, pasó su tiempo en salas de cine. Más tarde, diría que en esa época estaba «en una semihipnosis». Estudió en el liceo Condorcet de Belfort y, después de «[haber perdido] dos años en la facultad», siguió con sus estudios cinematográficos en la Université Paul-Valéry de Montpellier. Posteriormente, se formó en el Laboratorio del actor, bajo la dirección de Hélène Zidi-Chéruy.
Su vida como estudiante de cine fue relatada en un documental de Cyril Mennegun titulado Tahar, el estudiante, que fue emitido en el canal de televisión France 5 en 2006.

## Filmografía
- 2005: Tahar, el estudiante, documental de Cyril Mennegun - a sí mismo
- 2007: La Commune (serie de televisión) de Philippe Triboit - Yazid Fikry
- 2007: À l'intérieur de Alexandre Bustillo y Julien Maury - Policía
- 2009: Un profeta de Jacques Audiard - Malik El Djebena
- 2010: You Never Left de Youssef Nabil
- 2011: The Eagle de Kevin Macdonald - Príncipe de Los Foca
- 2011: Les hommes libres de Ismaël Ferroukhi - Younes
- 2011: Black Gold de Jean-Jacques Annaud - Auda[4]
- 2013: El pasado (Le passé) de Asghar Farhadi - Samir
- 2014: The cut - El padre
- 2014: Samba de Olivier Nakache y Eric Toledano - Wilson[5]
- 2016: The Woman in the Silver Plate de Kiyoshi Kurosawa - Jean
- 2017: El precio del éxito
- 2018: María Magdalena de Garth Davis - Judas[6]
- 2019: The kindness of strangers - como Marc
- 2020: The Serpent de Mammoth Screen (BBC - Netflix)
- 2021: The Mauritanian de Kevin Macdonald - como Mohamedou Ould Salahi
- 2023: Napoleón de Ridley Scott - como Paul Barras
- 2024: Madame Web de S. J. Clarkson - como Ezekiel Sims
- 2025: Alpha de Julia Ducournau - como Amin